# Armina californica
Armina californica är en snäckart som först beskrevs av James Graham Cooper 1863.  Armina californica ingår i släktet Armina och familjen Arminidae. Inga underarter finns listade i Catalogue of Life.

## Bildgalleri

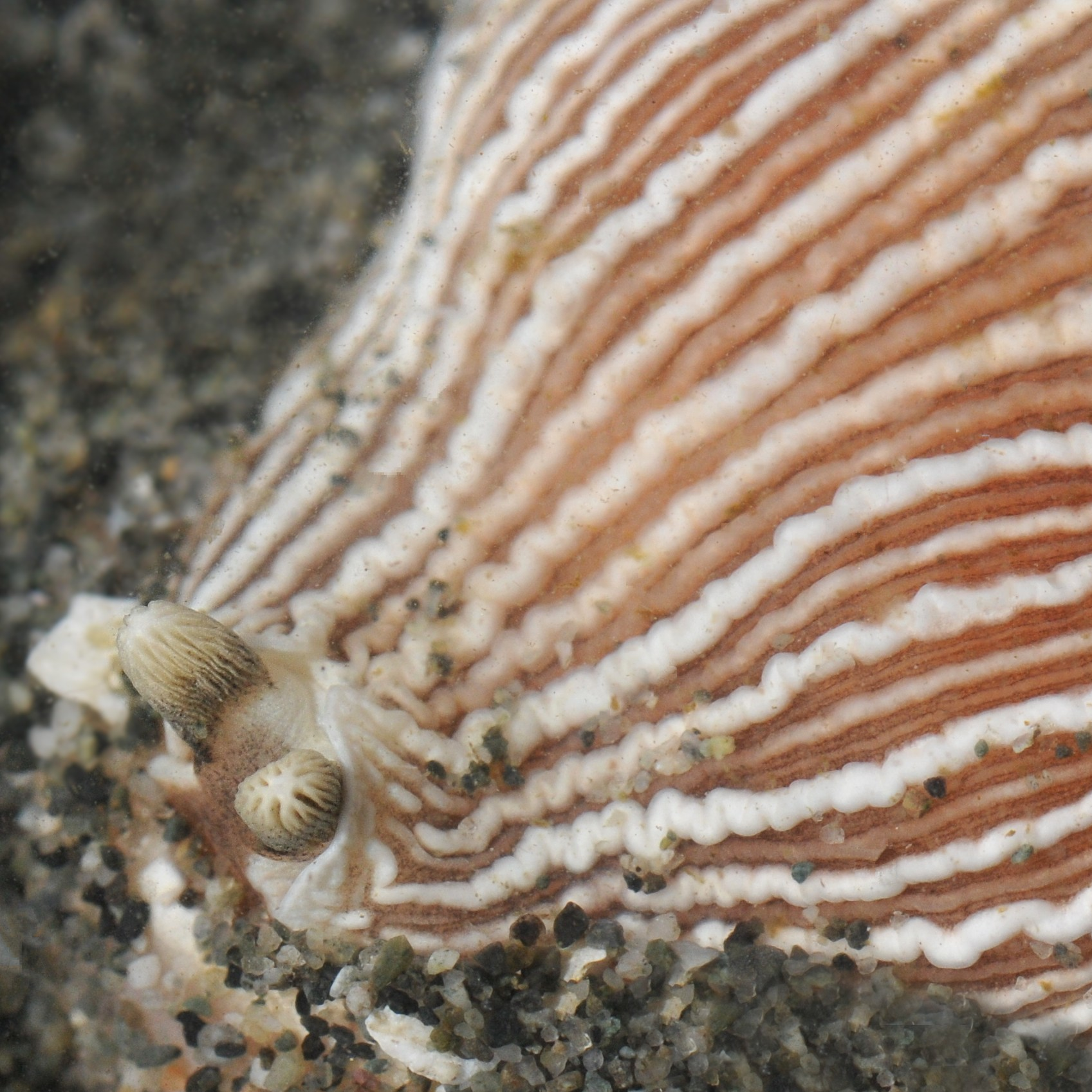
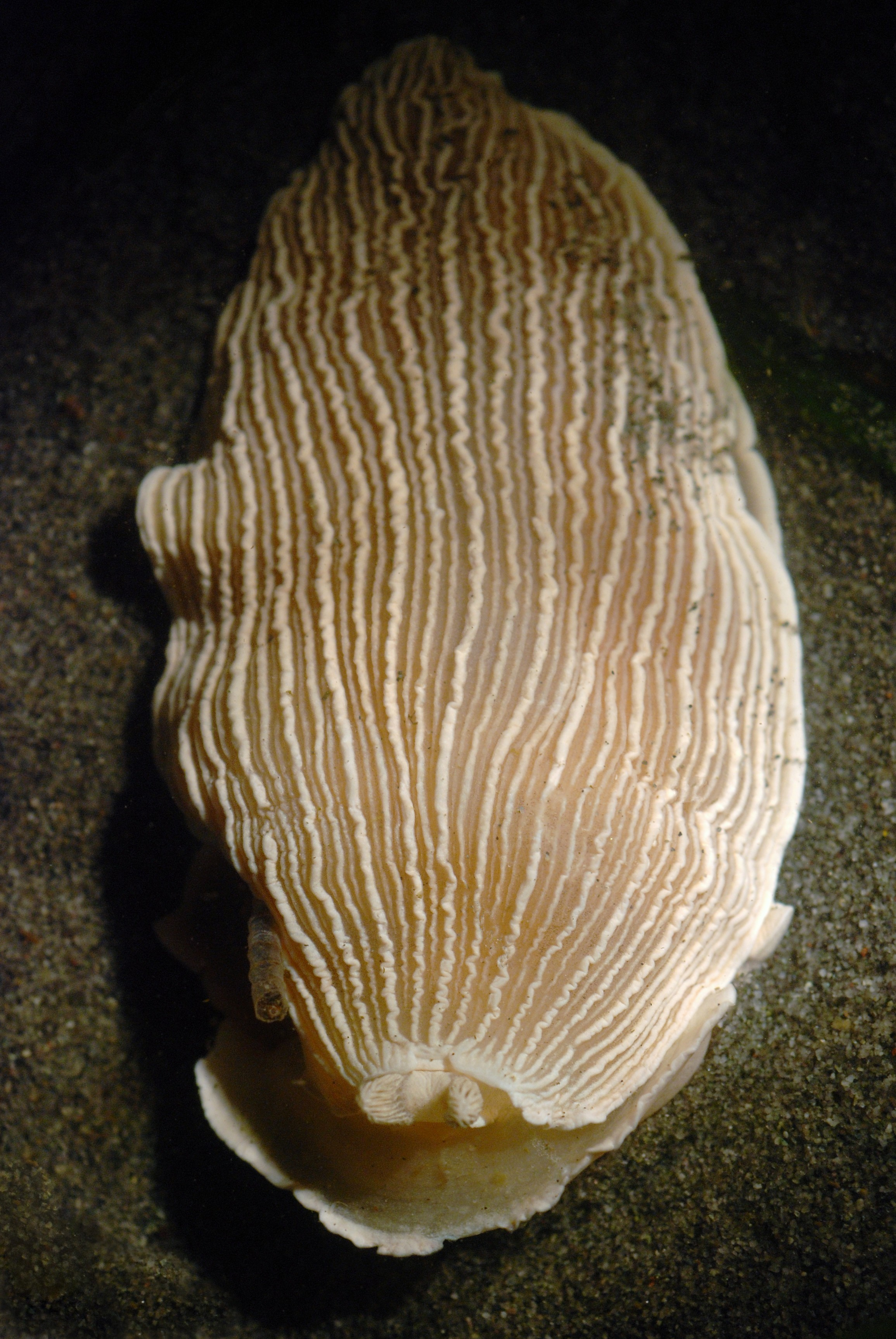